# Homicskó Vladimir
Homicskó Vladimir (ukránul: Владимир Гомичков Csertész, 1879. január 1. – ?) kárpátaljai magyar[forrás?] fogorvos, országgyűlési képviselő; az 1939–1944. évi országgyűlés egyetlen görög keleti vallású tagja.

## Élete
1879-ben született Csertészen görög keleti vallásban, régi papcsaládban; apja Homicskó Pál ügyvéd volt, édesanyja Dobránszky Irén. Középiskoláit részben Ungvárott, részben Sátoraljaújhelyen végezte, majd a budapesti tudományegyetemen orvosi diplomát szerzett. Ungváron telepedett le és ott épített ki fogorvosi praxist. Az első világháború idején a 71., közös gyalogezredben szolgált; több hónapot töltött az orosz fronton, majd a veszprémi katonai kórházba került, s a háború végén főorvosként szerelt le. 1915. december 4-én Veszprémben feleségül vette Vajda Rozália Erzsébet magánzónőt.
A trianoni békediktátum után egyik legaktívabb képviselője lett az akkor Csehszlovákiához csatolt Kárpátalja autonómia-törekvéseinek, így sok harcot vívott a prágai csehszlovák vezetéssel a politikai életben és a sajtóban egyaránt. Alapító tagja volt a Kárpátorosz Autonóm Parasztpártnak; a központi orosz nemzeti tanács életében 1920-tól játszott tevékeny szerepet, hosszabb időn át alelnöki, 1927 után pedig főtitkári minőségben. Az 1939-es magyarországi országgyűlési választáson mint kárpátaljai meghívott képviselő szerzett parlamenti mandátumot.